# جعفر بن المهدي النعماوي
جعفر بن المهدي بن مولاي عبد الله النعماوي هو فقيه ومؤرخ من منطقة الحوض بمورتانيا ولاية الحوض الشرقي عاش في القرن التاسع عشر. اشتهر باهتمامه بعلم التاريخ والسير. وظهر ذلك في منهجه في الإفتاء والكتابة الفقهية. حيث يستند دائما على المنهج التاريخي في المقارنة والقراءة والترجيح. له آثار في الفقه والتاريخ.جد من جدود كبور المغربي والد سمحمد الدكالي نعماوي ولد كبور في 1929م وتوفى بعد ان اكمل ابنه 13 سنه سمحمد نعماوي في دوار دكاكره 

## حياته
ولد في مدينة النعمة   عام 1824م حيث تلقى تعليمه على مشايخ محاظرالمدينة (المحاضر في العرف الموريتاني تطلق على المدارس التي تبدأ من المراحل الأولى وحتى الدراسات المتخصصة في العلوم الشرعية والإسلامية عموما) وخاصة محظرة أهل الكصري الشهيرة (عائلة مشهورة بالعلم من قبيلة تجكانت  فخذ إيديلبة القاطنين في مدينة النعمة منذ تأسيسها)
وقد مكنته مكانته العلمية الرفيعة من لعب دور ثقافي وسياسي كبير في المنطقة، وكان من المراجع المعتمدة في القضايا العلمية والمعرفية. ويظهر ذلك جليا في الفتاوى والرسائل التي خلفها. وقد قال عنه العلامة محمد يحيي بن سليمة كما في مخطوط له انه «أعلم أهل زماننا». وكانت له مراسلات علمية كثيرة مع علماء المنطقة مثل الشيخ عبد القادر الكوناني ومع بعض مشايخ كنتة خاصة المختار ولد الشيخ سيد البكاي في أزواد بشمال جمهورية مالي إلى جانب علماء آخرين من خارج المنطقة مثل العلامة عيسى بن احميدة الغدامسي ليبيا وعبد الرحمان التيطي الجزائر. وكانت له علاقات ثقافية مع العلامة محمد يحيي بن سليمة اليونسي الحساني والعلامة محمد يحيي بن محمد المختار الولاتي الداوودي الحساني وكانت لجعفر مناظرات عديدة معه.

## هجرته إلى كالا
هاجر من موطنه النعمة إلى مدينة كالا (سوكولو-مقاطعة بجمهورية مالي متاخمة لمنطقة الحوض الشرقي الموريتانية) عام 1869م. وكان يدير منها قوافله التجارية التي يعتبرها المؤرخ الفرنسي بول مارتي السبب الرئيس في هجرته إلى هناك، ولبث بها فترة طويلة شهدت المنطقة خلالها أحداثا كبيرة، خاصة وانه وصل تلك المنطقة في أوج حروب فوتة التيجانيين مع ماسنا القادريين المدعومين من قبيلة كنتة بآزواد، ومع أنه كان مقربا من القادرية إلا أن علاقته بالتيجانين الفوتين لم تتأثر بتلك الحروب التي ظل محافظا على الحياد التام فيها.
في خضم هذه التطورات السياسية الكبيرة نشب خلاف بينه وبين حاكم كالا المدعو دابا كما نقل بول مارتى عن الرحالة اسكار لانز «التقى في مدينة سكولو المالية بجعفر بن المهدي ودفع عنه ضريبة كبيرة لحاكم المدينة وقد تحدث عنه بالقول» جعفر حيدر الذي استقبل لانز أثناء مروره بسكولو عام 1880..لا نز يمدحه ويشكره على المساعي الحميدة التي قام بها..ويصفه بأنه كان محمود السيرة وذكيا وواسع الصدر..وكان مشهورا في البلد وكبيرا فيه ولم يكن يخشي من قول الحق..وكانت له شخصية بارزة جريئا لا يطأطئ رأسه ولا ينحني أمام الحكام ] ويقول عنه «لم يستقبل جعفر لانز في منزله بل استقبله في دار أحد عبيده، ولما أراد الحاكم أخذ ضريبة من لانز باعتباره أجنبيا اعترض عليه جعفر وأعطاه هدية مقابل أن يخلصه منه». وفي وثيقة بمكتبة  سيدي محمد سيدات بن مولاي إسماعيل حفيد جعفر بن المهدي تحديد للمبلغ الذي دفع جعفر فدية عن الرحالة لانز. تقول الوثيقة «هذا وليعلم الواقف عليه أن مامري بن دابا أخذ من جعفر بن المهدي..مائة ألف إسلامية (المائة عند البنبرا الوثنين تنتهي عند ثمانيين لذلك يشيرون بإسلامية إلى العدد مائة) من جهة النصارى الذين قدموا لكالا من جهة المشرق..وأخذ منه أيضا إحدى عشر مثقالا من جهة النصارى».

## دعوته إلى الله بعد الجفاء مع حاكم كالا
أنتقل إلى مدينـة (قيرى -بقاف معقودة - مركز إداري من جمهورية مالي تبعد حوالي ثمانين كلم عن الحدود مع موريتانيا). وهي إذ ذاك وثنية.
وكان ذلك عام 1887 وبعد وصوله إليها اختلف وضعه عما كان عليه في السابق فركز جهوده على الدعوة إلى الله وقد ساعده اعتناق حاكم المدينة ماسيرى كيتا للإسلام (الجد المباشر لرئيس جمهورية مالي السابق مديبو كيتا) مما جعل المدينة تسلم، يقول أبوالغيث  بن جعفر بن مولاي أحمد في تحقيقه لفتاوى جعفر بن المهدي بمعهد بن عباس للدراسات الإسلامية بجمهورية موريتانيا سنة 1997 [ومن قيرة انتشر صيته وتوافد عليه المنضمون إلى الإسلام من المناطق الجنوبية التابعة لإمارتي سكرا ومركبوك] وقام بجولة شهيرة قادته إلى منطقة فريكنة وخاصة إمارات –مركبوك- نكوطلة- اندلك بوكو- حيث استقبل بحفاوة وفتح الله له أبواب وقلوب أهل المنطقة،
ومن أشهر من اسلم خلال هذه الجولة الطاغية أنضو جارا أمير مركبوكو ومماري دوابا كما نجح في إخماد نار الحرب الضروس بين إمارات «مركبوك» و«دلكبوك» وبين «دونكل» و«انيافات» مما مكنه من تامين الطرق للمتنقلين المسلمين (الشناقطة) حيث حصل على التزامات من أهل تلك المناطق بعدم الاعتداء على كل من له صلة به مهما كان حتى ولو كان من إمارة أو مدينة معادية سابقا] وكانت طرق القوافل قبله مقطوعة في هذه المنطقة بسبب عقوبة الإعدام التي تطبق على كل مسلم يعثر عليه.
وبعد تحركات الفرنسيين الاحتلال المنطقة بعثوا له رسالة عن طريق الحاكم الفرنسي ببمكو ومع ذلك لم يندفع في التعامل معهم، بل يقول أبو الغيث أنه [مزق وثيقة فيها ضمانات والتزامات من الرحالة لونزا تعهد بسريان مفعولها بعد إحكام السيطرة الفرنسية على المنطقة].

## تلاميذه
لم تكن له محظرة بالمعنى التقليدي وإنما كانت له حلقات تدريس لطلاب الدراسات العليا وكانت له جلستان منتظمتان أولهما في الضحى والثانية في المساء بعد قراءة البخاري في المسجد (وهو تقليد في مدينتي النعمة وولاتة)وكان يمنح الإجازات وممن أخذ عنه من المشاهير:
1. حدين بن الحبيب بن الكصري الايديلبي الجكني المتوفي سنة 1361.
2. الشيخ عال ولد آف الدليمي.
3. مولاي الحسن الملقب باب حسن بن مولاي عبد الله المتوفي 1348.
4. الشيخ براهيم (نيارى كارمقوا أي شيخ انيارا بالبنبارية)
5. عمر قما

## مؤلفاته
ومن آثاره العلمية مجموعة من الفتاوى والأشعار والتأليف في الفقه والتاريخ واللغة والمنطق وقد ذكر المختار ولد حامدون في موسوعته بأنه من قلائل الموريتانيين الذين ألفوا في التاريخ.

### التاريخ
1. تحفة الظرفاء في أسماء الملوك والخلفاء: مخطوط محفوظ بقسم المخطوطات في المكتبة الوطنية الموريتانية، ذكره الخليل بن النحوي في كتابه شنقيط المنارة والرباط.
2. تاريخ مالي والتكرور: فهرسه "المركز الثقافي الفرنسي بموريتانيا" تحت رقم B.S.5 كما ذكره الباحث إسماعيل بن أحمد بن جعفر بمعهد " ifan بدكار (السنغال) سنة 1992.
3. تذييل على تاريخ الخلفاء للسيوطي: مصنف مفقود ذكره المؤلف نفسه في إحدى رسائله.

### الفقه
1. كتاب (الجمعة) وجوب صلاة الجمعة على سكان مدينة ولاتة التاريخية وقد حظي بالكثير من الاهتام في محاظر الحوض الشرقي وقد حقق من طرف باحثين هما: -المصطفى ولد عثمان تحت عنوان: تحقيق فتوى الجمعة «الرد على فتوى الولاتي ببطلاني الجمعة في قرية ولاتة» بحث تخرج لنيل شهادة الإجازة في التاريخ، قسم التاريخ، كلية الآداب والعلوم الإنسانية، جامعة نواكشوط، 1997 ـ 1998م
2. أجوبة في الفقه والمنطق: مجموعة فتاوى في الفقه والمنطق حققها أبوا الغيث بن جعفر بن أد مولاي احمد تحت عنوان: تحقيق أجوبة للعلامة جعفر بن المهدي النعماوي بحث تخرج لنيل شهادة الإجازة، قسم الفقه والأصول، معهد بن عباس للدراسات الإسلامية، نواكشوط، 1996 ـ 1997م.
3. شرح رسالة بن أبي زيد القيرواني: مخطوط موجود في مكتبة خاصة.
4. فتاوى كثيرة ومتعددة حول أحكام القضاء، الرق، النكاح، النشوز،
5. حكم صلاة الجمعة لأهل قرية ساسنديغ بجمهورية مالي مخطوط بمكتبة آل الشيخ علي بن باب حسن
6. شرح مختصر الاخضري وهو عبارة عن تاصيل للكتاب مخطوط بمكتبة آل أحمد بن جعفر بواد الشريف.
7. رسالة مطولة في القضاء موجهة إلى العلامة محمد يحيى بن محمد المختار ولد أهل بٌ الداوي المعروف بالولاتي موجدة بعدة مكتبات منها مكتبة آل أحمد بواد الشريف

### اللغة
1. شرح حاشية الأدمسي (نظم لمقدمة القاموس)
2. مجموعة قصائد شعرية في المواعظ والرجاء والنصح.

## وفاته
توفي فجر الجمعة 14 صفر سنة 1311 هـ الموافق لعام 1894.